# Sange i solen
Sange i solen  er en dansk thriller fra 2017. Filmen blev instrueret af Kristian Sejrbo Lidegaard.

## Medvirkende
- Emma Sehested Høeg
- Victoria Carmen Sonne
- Charlotte Munck
- Anders Mossling
- Ina-Miriam Rosenbaum